# Ньювілл (Пенсільванія)
Ньювілл (англ. Newville) — місто (англ. borough) в США, в окрузі Камберленд штату Пенсільванія. Населення — 1376 осіб (2020).

## Географія
Ньювілл розташований за координатами 40°10′12″ пн. ш. 77°24′6″ зх. д. / 40.17000° пн. ш. 77.40167° зх. д. (40.169893, -77.401790).  За даними Бюро перепису населення США в 2010 році місто мало площу 1,11 км², з яких 1,09 км² — суходіл та 0,02 км² — водойми.

## Демографія
Згідно з переписом 2010 року, у селищі мешкало 1326 осіб у 542 домогосподарствах у складі 340 родин. Густота населення становила 1196 осіб/км².  Було 624 помешкання (563/км²).
Расовий склад населення:
| - 97,5 % — білих - 0,7 % — чорних або афроамериканців - 0,3 % — корінних американців - 0,2 % — азіатів |

До двох чи більше рас належало 1,1 %. Частка іспаномовних становила 0,8 % від усіх жителів.
За віковим діапазоном населення розподілялося таким чином: 25,3 % — особи молодші 18 років, 62,3 % — особи у віці 18—64 років, 12,4 % — особи у віці 65 років та старші. Медіана віку мешканця становила 36,2 року. На 100 осіб жіночої статі у селищі припадало 95,0 чоловіків;  на 100 жінок у віці від 18 років та старших — 93,9 чоловіків також старших 18 років.
Середній дохід на одне домашнє господарство  становив 48 035 доларів США (медіана — 40 417), а середній дохід на одну сім'ю — 52 913 долари (медіана — 44 141). Медіана доходів становила 34 375 доларів для чоловіків та 31 838 доларів для жінок. За межею бідності перебувало 14,3 % осіб, у тому числі 17,9 % дітей у віці до 18 років та 15,5 % осіб у віці 65 років та старших.
Цивільне працевлаштоване населення становило 635 осіб. Основні галузі зайнятості: освіта, охорона здоров'я та соціальна допомога — 20,6 %, виробництво — 15,4 %, роздрібна торгівля — 10,6 %, мистецтво, розваги та відпочинок — 10,2 %.